# Canzona
Una canzona és una peça instrumental italiana molt característica dels segles xvi i xvii, constituïda per diverses seccions de ritme, tempo, compàs i melodia força contrastades. És d'estil fugat i recorda molt el ricercare, però amb una escriptura menys desenfrenada i menys contrapuntística. La canzona era una peça realitzada a partir d'una cançó sagrada o profana, i sovint es dedicava a algun personatge viu (existeixen moltes canzone que porten com a títol un nom de dona). Per la seva forma, la canzona es considera un antecedent de la sonata.